# Rider Broncs
Rider Broncs (español: los Broncos de Rider) es el nombre de los equipos deportivos de la Universidad Rider, situada en Lawrenceville, Nueva Jersey. Los equipos de los Broncs participan en las competiciones universitarias organizadas por la NCAA, y forman parte de la Metro Atlantic Athletic Conference, salvo en lucha libre, deporte en el que pertenecen a la Mid-American Conference.

## Programa deportivo
Los Broncs compiten en 9 deportes masculinos y en 9 femeninos:
| - Masculino - Baloncesto - Béisbol - Fútbol - Atletismo - Tenis - Cross - Natación - Lucha libre - Golf | - Femenino - Cross - Baloncesto - Natación - Sóftbol - Lacrosse - Atletismo - Tenis - Hockey sobre hierba - Fútbol |

## Instalaciones deportivas
- Alumni Gymnasium es el pabellón donde disputan sus partidos los equipos de baloncesto y lucha libre. Tiene una capacidad para 1950 espectadores, y fue inaugurado en 1958.[1]

- Sonny Pittaro Field, es el estadio donde disputan sus encuentros el equipo de béisbol. Tiene una capacidad para 2.000 espectadores.[2]